# Выборы губернатора Сахалинской области (2019)
Досрочные выборы губернатора Сахалинской области состоялись в Сахалинской области 8 сентября 2019 года в единый день голосования. Губернатор избирался сроком на 5 лет. Победу в первом туре одержал временно исполняющий обязанности губернатора Валерий Лимаренко.

## Предшествующие события
Предыдущие выборы губернатора Сахалинской области прошли в 2015 году. На них с результатом 67,8% голосов победил Олег Кожемяко.
26 сентября 2018 года Кожемяко был назначен временно исполняющим обязанности губернатора Приморского края. Обязанности губернатора стала исполнять председатель правительства Сахалинской области Вера Щербина.
7 декабря 2018 года президент РФ Владимир Путин назначил Валерия Лимаренко временно исполняющим обязанности губернатора Сахалинской области. 10 декабря Лимаренко объявил о намерении выставить свою кандидатуру на губернаторских выборах в качестве самовыдвиженца.
21 февраля 2019 года Сахалинская областная дума приняла поправки в Закон Сахалинской области «О выборах губернатора Сахалинской области», благодаря которым была введена процедура самовыдвижения.

## Ключевые даты
- 5 июня 2019 года опубликован расчёт числа подписей избирателей, необходимых для регистрации кандидата, выдвинутого в порядке самовыдвижения[8].
- 6 июня Сахалинская областная дума назначила выборы на 8 сентября 2019 года (единый день голосования)[9].
- 7 июня опубликован расчёт числа подписей депутатов, необходимых для регистрации кандидата[10].
- 11 июня постановление о назначении выборов было опубликовано.
- с 12 июня по 1 июля — период выдвижения кандидатов[11].
- агитационный период начинается со дня выдвижения кандидата и прекращается за одни сутки до дня голосования.
- по 11 июля — представление документов для регистрации кандидатов, к заявлениям должны прилагаться листы с подписями муниципальных депутатов[11].
- 7 сентября — день тишины.
- 8 сентября — день голосования.

## Выдвижение и регистрация кандидатов
В Сахалинской области кандидаты могут выдвигаться политическими партиями, имеющими право участвовать в выборах, или в порядке самовыдвижения. Кандидаты, выдвинутые в порядке самовыдвижения, должны представить подписи 0,5% избирателей, зарегистрированных на территории области (от 1884 до 2072 подписей).
Каждый кандидат при регистрации должен представить список из трёх человек, один из которых, в случае избрания кандидата, станет представителем правительства региона в Совете Федерации.

### Муниципальный фильтр
В Сахалинской области кандидаты должны собрать подписи 10% муниципальных депутатов и глав муниципальных образований. Кроме того, кандидат должен получить подписи не менее чем в трёх четвертях городских округов. По расчёту избиркома, каждый кандидат должен собрать от 30 до 32 подписей депутатов представительных органов и избранных на муниципальных выборах глав не менее чем 14 городских округов области.

## Кандидаты
| Кандидат             | Должность (на момент выдвижения) | Субъект выдвижения  | Статус                                                            | Кандидаты в Совет Федерации |
| -------------------- | --- | ------------------- | ----------------------------------------------------------------- | --------------------------- |
| Александр Анистратов | директор ООО «НС Медиа» | Справедливая Россия | отказано в регистрации (не представил документы для регистрации)  |                             |
| Дмитрий Зенкин       | председатель Сахалинской региональной общественной организации «Защита прав граждан Сахалинской области», депутат Собрания муниципального образования городской округ «Долинский» | Коммунисты России   | зарегистрирован                                                   |                             |
| Светлана Иванова     | депутат Сахалинской областной думы | Самовыдвижение      | отказано в регистрации (не представила документы для регистрации) |                             |
| Алексей Корниенко    | депутат Государственной думы, член Комитета по региональной политике и проблемам Севера и Дальнего Востока                                                                        | КПРФ                | зарегистрирован                                                   |                             |
| Дмитрий Кочергин     | начальник Регионального управления Исполкома партии | КПСС                | зарегистрирован                                                   |                             |
| Валерий Лимаренко    | временно исполняющий обязанности губернатора Сахалинской области | Самовыдвижение      | зарегистрирован                                                   |                             |
| Екатерина Толмачева  | адвокат | Самовыдвижение      | отказано в регистрации (не представила документы для регистрации) |                             |
| Дмитрий Флеер        | депутат Сахалинской областной думы, заместитель председателя комитета по государственному строительству, регламенту и местному самоуправлению                                     | ЛДПР                | зарегистрирован                                                   |                             |

## Результаты
11 сентября Избирательная комиссия Сахалинской области подвела окончательные результаты выборов. Губернатором избран Валерий Лимаренко.
12 сентября Лимаренко вступил в должность губернатора и назначил членом Совета Федерации Григория Карасина, который до 10 сентября был статс-секретарём — заместителем министра иностранных дел.
| Место                                    | Место                                    | Кандидат                                 | Партия                                   | Голосов | %      |
| ---------------------------------------- | ---------------------------------------- | ---------------------------------------- | ---------------------------------------- | ------- | ------ |
|                                          | 1.                                       | Валерий Лимаренко                        | Самовыдвижение                           | 78 954  | 56,14% |
|                                          | 2.                                       | Алексей Корниенко                        | КПРФ                                     | 34 048  | 24,21% |
|                                          | 3.                                       | Дмитрий Флеер                            | ЛДПР                                     | 10 748  | 7,64%  |
|                                          | 4.                                       | Дмитрий Зенкин                           | Коммунисты России                        | 8309    | 5,91%  |
|                                          | 5.                                       | Дмитрий Кочергин                         | КПСС                                     | 3165    | 2,25%  |
|                                          |                                          |                                          |                                          |         |        |
| Действительных бюллетеней                | Действительных бюллетеней                | Действительных бюллетеней                | Действительных бюллетеней                | 135 224 | 95,86% |
| Недействительных бюллетеней              | Недействительных бюллетеней              | Недействительных бюллетеней              | Недействительных бюллетеней              | 5402    | 4,14%  |
| Всего                                    | Всего                                    | Всего                                    | Всего                                    | 140 626 | 100%   |
|                                          |                                          |                                          |                                          |         |        |
| Число бюллетеней, выданных досрочно      | Число бюллетеней, выданных досрочно      | Число бюллетеней, выданных досрочно      | Число бюллетеней, выданных досрочно      | 1928    | 1,37%  |
| Число бюллетеней, выданных на участке    | Число бюллетеней, выданных на участке    | Число бюллетеней, выданных на участке    | Число бюллетеней, выданных на участке    | 130 705 | 92,81% |
| Число бюллетеней, выданных вне помещения | Число бюллетеней, выданных вне помещения | Число бюллетеней, выданных вне помещения | Число бюллетеней, выданных вне помещения | 8195    | 5,82%  |
|                                          |                                          |                                          |                                          |         |        |
| Явка                                     | Явка                                     | Явка                                     | Явка                                     | 140 828 | 37,37% |
| Число избирателей                        | Число избирателей                        | Число избирателей                        | Число избирателей                        | 376 850 | 100%   |